# Novecento (programma televisivo)
Novecento è stato un programma televisivo italiano in onda in prima serata dal 2000 al 2002 e nel 2010 su Rai Tre, dal 2002 al 2003 su Rai 1, ideato e condotto da Pippo Baudo.
Nato nel 2000 come appendice serale del programma quotidiano Giorno dopo giorno, altra trasmissione condotta da Baudo sulla stessa Rai 3, il programma è proseguito con la seconda edizione nel 2001, mentre nella stagione 2002-2003 è andato in onda su Rai 1, tornando sulla terza rete nella successiva edizione dell'autunno 2010, il lunedì in prima serata.

## Il programma
La trasmissione racconta fatti e personaggi italiani del novecento alla presenza di testimoni e storici. La formula prevede un programma condotto da Baudo e la partecipazione di due coppie del mondo dello spettacolo e della cultura che si sfidano in un quiz relativo ai temi della trasmissione; un'orchestra in studio, i "Novecento", commenta il periodo storico e le figure dei personaggi narrati con brani musicali. 
L'orchestra è condotta da Pippo Caruso, sostituito poi nell'edizione 2010 da Bruno Biriaco.

## Edizioni
| Edizione | Programmazione    | Programmazione   | Rete  | Puntate | Conduzione  | Sede | Location                             | Regia              |
| Edizione | Inizio            | Fine             | Rete  | Puntate | Conduzione  | Sede | Location                             | Regia              |
| -------- | ----------------- | ---------------- | ----- | ------- | ----------- | ---- | ------------------------------------ | ------------------ |
| 1ª       | 2 ottobre 2000    | 1º gennaio 2001  | Rai 3 | 14      | Pippo Baudo | Roma | Studio 3 del CPTV Nomentano          |                    |
| 2ª       | 26 marzo 2001     | 11 giugno 2001   | Rai 3 | 12      | Pippo Baudo | Roma | Studio 3 del CPTV Nomentano          |                    |
| 3ª       | 1º ottobre 2001   | 3 gennaio 2002   | Rai 3 | 14      | Pippo Baudo | Roma | Studio 3 del CPTV Nomentano          |                    |
| 4ª       | 24 settembre 2002 | 3 dicembre 2002  | Rai 1 | 11      | Pippo Baudo | Roma | Teatro delle Vittorie                | Maurizio Pagnussat |
| 5ª       | 27 marzo 2003     | 8 maggio 2003    | Rai 1 | 7       | Pippo Baudo | Roma | Teatro delle Vittorie                |                    |
| 6ª       | 20 settembre 2010 | 1º novembre 2010 | Rai 3 | 7       | Pippo Baudo | Roma | Studio 2 del CPTV Rai di Via Teulada | Stefano Gigli      |

### Prima edizione:Novecento - Giorno dopo giorno(2000-2001)
| Puntata | Messa in onda    | Ospiti | Ascolti        | Ascolti | Fonte         |
| Puntata | Messa in onda    | Ospiti | Telespettatori | Share   | Fonte         |
| ------- | ---------------- | --- | -------------- | ------- | ------------- |
| 1       | 2 ottobre 2000   | Miriam Mafai, Emanuele Macaluso, Tamara Baroni, Laura Efrikian, Giancarlo Magalli, Riccardo Garrone, Daniela Poggi, Antonella Clerici                                                                                                | 3.155.000      | 11,59%  | [ 1 ] [ 2 ]   |
| 2       | 9 ottobre 2000   | Vincenzo Salemme, Elisabetta Gardini, Fabrizio Del Noce, Lucrezia Lante della Rovere, Marco Casiraghi, Mario Brenna, Roberto Martinelli, Raoul Ghiani, Ludina Barzini, Maria Letizia Benenato, Massimo Benenato, Giampiero Ingrassia |                |         | [ 3 ]         |
| 3       | 16 ottobre 2000  | Giuseppe Di Stefano, Alessandro D'Acquisto, Umberto Rocca, Marta Boneschi, Amadeus, Rosanna Vaudetti, Pietro Marrazzo, Simona Izzo                                                                                                   |                |         | [ 4 ]         |
| 4       | 23 ottobre 2000  | |                |         |               |
| 5       | 30 ottobre 2000  | Giuditta Saltarini, Cesare Rascel, Cristina Siccardi, Desio De Giacinto, Clarissa Burt, Jacopo Pnesa, Luigi De Filippo, Tosca D'Aquino, Remo Girone, Vittoria Belvedere                                                              |                |         | [ 5 ]         |
| 6       | 6 novembre 2000  | | 3.799.000      | 13,98%  | [ 6 ]         |
| 7       | 13 novembre 2000 | Renato Vallanzasca, Nando Gazzolo, Giuliana Lojodice, Franco Nero, Valentina Chico, Massimo Bonetti, Anna Galiena |                |         | [ 7 ]         |
| 8       | 20 novembre 2000 | Silvia Tortora, Vittorio Sgarbi, Milva, Piero Angela, Alba Parietti, Pippo Franco, Giuliana De Sio, Annamaria Andreoli |                |         | [ 8 ]         |
| 9       | 27 novembre 2000 | Laura Laurenzi, Marta Marzotto, i Pooh, Anna Maria Moneta Caglio, Filippo Ceccarelli, Barbara D'Urso, Martina Colombari, Veronica Pivetti, Bedy Moratti                                                                              | 3.726.000      | 12,90%  | [ 9 ] [ 10 ]  |
| 10      | 4 dicembre 2000  | Ricky Tognazzi, Giammarco Tognazzi, Raimondo Vianello, Roberto Gervaso, Arrigo Petacco, Umberto Smaila, Piccola Orchestra Avion Travel, Edoardo Vianello, Alessandro Greco, Beatrice Bocci, Adele Pandolfi, Paolo Mosca              | 3.639.000      | 12,74%  | [ 11 ] [ 12 ] |
| 11      | 11 dicembre 2000 | Andrea Bocelli, Alida Chelli, Simone Annichiarico, Luciano De Crescenzo, Bruno Vespa, Mara Venier, Alberto Bevilacqua, Antonella Steni                                                                                               | 4.156.000      | 15,61%  | [ 13 ] [ 14 ] |
| 12      | 18 dicembre 2000 | Alice ed Ellen Kessler, Anna Falchi, Pino Quartullo, Oriella Dorella, Andrea Roncato, Massimo Fabrizi, Aldo Trabalza |                |         | [ 15 ]        |
| 13      | 25 dicembre 2000 | |                |         |               |
| 14      | 1º gennaio 2001  | Franco Zeffirelli, Delia Scala, Simona Cavallari, Romano Battaglia, Valeria Fabrizi, Walter Santillo | 4.321.000      | 20,26%  | [ 16 ] [ 17 ] |

### Seconda edizione:Novecento - Giorno dopo giorno(2001)
| Puntata | Messa in onda  | Ospiti | Ascolti        | Ascolti | Fonte         |
| Puntata | Messa in onda  | Ospiti | Telespettatori | Share   | Fonte         |
| ------- | -------------- | --- | -------------- | ------- | ------------- |
| 1       | 26 marzo 2001  | Romano Mussolini, Catherine Deneuve, Nicola Arigliano |                |         | [ 18 ] [ 19 ] |
| 2       | 2 aprile 2001  | Ornella Vanoni, Enzo Decaro, Ermanno Bronzini, Olinto Perosa, Alfio Caruso, Edwige Fenech, Luca Giurato, Natasha Stefanenko, Fabrizio Del Noce                                               |                |         | [ 20 ]        |
| 3       | 9 aprile 2001  | Nino Benvenuti, Francesco Alberoni, Monica Maggioni, Ida Di Benedetto, Gianfranco Iannuzzo                                                                                                   |                |         | [ 21 ]        |
| 4       | 16 aprile 2001 | Ric e Gian, Silvio Colagrande, Amabile Battistello, i Kataklò, Tosca D'Aquino, Alberto Angela, Massimo Ghini, Gaia De Laurentiis                                                             | 2.974.000      | 13,15%  | [ 22 ] [ 23 ] |
| 5       | 23 aprile 2001 | | 3.423.000      | 12,30%  | [ 24 ]        |
| 6       | 30 aprile 2001 | Loredana Bertè, Alessandra Panelli, Arrigo Petacco, Paolo Ferrari, Veronica Pivetti, Flavio Bucci, Marina Malfatti                                                                           |                |         | [ 25 ]        |
| 7       | 7 maggio 2001  | Mariangela Melato, Lauretta Masiero, Gianluca Guidi, Saro Alessi, Mario Cervi, Vittoria Belvedere, Giampiero Mughini, Patrizio Rispo, Marina Tagliaferri                                     | 3.535.000      | 13,37%  | [ 26 ] [ 27 ] |
| 8       | 14 maggio 2001 | Roberto Pregadio, Fabrizio Frizzi, Marina Donato, Patrizia Carrano, Mara Venier, Vittorio Zucconi, Vanessa Gravina, Vincenzo Salemme, Gisella Sofio, Giorgio Comaschi                        | 2.806.000      | 11,02%  | [ 28 ] [ 29 ] |
| 9       | 21 maggio 2001 | Regina Bianchi, Isa Danieli, Carlo Giuffré, Antonio Casagrande, Enzo Garinei, Gian, Nino Marazzita, Franca Lousini, Luciano De Crescenzo, Barbara D'Urso, Giulio Scarpati, Brigitta Broccoli |                |         | [ 30 ]        |
| 10      | 28 maggio 2001 | Salvatore Adamo, Evelina Nazzari, Chiara Salerno, Marina Ninchi, Gea Lionello, Fiorenzo Fiorentini, Rosalia Porcaro, Luciano Rispoli, Paola Saluzzi, Sandro Mayer, Tania Zamparo             |                |         | [ 31 ]        |
| 11      | 4 giugno 2001  | Catherine Spaak, Cesara Buonamici, Fabio Testi, Enrico Bertolino, Daniela Vergara | 3.214.000      | 13,12%  | [ 32 ] [ 33 ] |
| 12      | 11 giugno 2001 | Franca Valeri, Luca Magnani, Marisa Merlini, Daniele Piombi, Anna Valle, Giuliano Gemma, Giuliana De Sio                                                                                     | 4.118.000      | 17,35%  | [ 34 ] [ 35 ] |

### Terza edizione:Novecento - Giorno dopo giorno(2001-2002)
| Puntata | Messa in onda    | Ospiti | Ascolti        | Ascolti | Fonte                |
| Puntata | Messa in onda    | Ospiti | Telespettatori | Share   | Fonte                |
| ------- | ---------------- | --- | -------------- | ------- | -------------------- |
| 1       | 1º ottobre 2001  | | 3.714.000      | 15,17%  | [ 36 ] [ 37 ]        |
| 2       | 8 ottobre 2001   | Massimo Dapporto, Dario Dapporto, Giancarla Dapporto, Antonio Ghirelli, Paolo Guzzanti, Valeria Moriconi, Vanessa Gravina, Gianfranco Jannuzzo, Miranda Martino, Giorgio Albertazzi     | 3.462.000      | 13,83%  | [ 38 ] [ 39 ]        |
| 3       | 15 ottobre 2001  | | 4.245.000      | 16,93%  | [ 40 ]               |
| 4       | 22 ottobre 2001  | Lucia Bosè, Don Antonio Mazzi, Cesara Bonamici, Giuseppe Pambieri, Fiona May, Michele Mirabella                                                                                         | 2.210.000      | 7,74%   | [ 41 ]               |
| 5       | 29 ottobre 2001  | Corrado Augias, Giancarlo Giannini, Gigi e Andrea, Giancarlo Magalli, Anna Falchi, Luciano Rispoli, Laura Efrikian                                                                      | 3.965.000      | 16,41%  | [ 42 ] [ 43 ] [ 44 ] |
| 6       | 5 novembre 2001  | Virna Lisi, Fabrizio Frizzi, Piero Chiambretti, Cino Tortorella, Febo Conti, Lina Sotis, Caterina Vertova, Carlo Conti, Maria Teresa Ruta, Warner Bentivegna                            | 4.045.000      | 15,74%  | [ 45 ] [ 46 ]        |
| 7       | 12 novembre 2001 | Rosanna Schiaffino, Paolo Mieli, Paolo Occhipinti, Mario Cervi, Enzo Jannacci, Daniela Vergara, Roberto Gervaso, Mara Venier, Alain Elkann                                              | 2.977.000      | 10,94%  | [ 47 ] [ 48 ]        |
| 8       | 19 novembre 2001 | Arrigo Petacco, Tosca D'Aquino, Massimo Lopez, Raffaele Paganini, Gaia De Laurentiis, Sandra Mondaini, Raimondo Vianello (in collegamento video), Fiorello (in collegamento telefonico) | 4.442.000      | 17,89%  | [ 49 ]               |
| 9       | 26 novembre 2001 | Rita dalla Chiesa, Nando dalla Chiesa, Heather Parisi, Arnoldo Foà, Vittoria Belvedere, Ray Lovelock, Maria Rosaria Omaggio                                                             | 3.969.000      | 15,01%  | [ 50 ] [ 51 ]        |
| 10      | 3 dicembre 2001  | Cochi e Renato, Gianni Oliva, Massimo Ranieri, Lucrezia Lante della Rovere, Pino Quartullo, Nathaly Caldonazzo                                                                          | 3.659.000      | 13,79%  | [ 52 ] [ 53 ] [ 54 ] |
| 11      | 10 dicembre 2001 | Edwige Fenech, Patrizia Baldi Pica, Aurora Pica, Andrea Celeste Pica, Arrigo Petacco, Ottavio Missoni, Remo Girone, Maria Giovanna Elmi, Ivo Garrani, Antonella Clerici                 | 4.462.000      | 17,59%  | [ 55 ] [ 56 ]        |
| 12      | 17 dicembre 2001 | Andrea Bocelli, Eleonora Giorgi, Bruno Vespa, Martina Colombari, Luigi De Filippo, Anna Mazzamauro, Massimo Wertmüller                                                                  |                |         | [ 57 ] [ 58 ]        |
| 13      | 25 dicembre 2001 | Orazio Petrosillo, Gloria Paul, Marisa Laurito, Silvan, Elena Sofia Ricci, Massimo Giuliani                                                                                             |                |         | [ 59 ]               |
| 14      | 3 gennaio 2002   | Renzo Arbore, Mario Bernardini, Antonio Calabrò, Nino Frassica, Giada Desideri, Corrado Tedeschi, Antonella Steni                                                                       | 3.055.000      | 12,40%  | [ 60 ] [ 61 ]        |

### Quarta edizione:Novecento(2002)
| Puntata | Messa in onda     | Ospiti | Ascolti        | Ascolti | Fonte                |
| Puntata | Messa in onda     | Ospiti | Telespettatori | Share   | Fonte                |
| ------- | ----------------- | --- | -------------- | ------- | -------------------- |
| 1       | 24 settembre 2002 | | 5.202.000      | 20,78%  | [ 62 ]               |
| 2       | 1º ottobre 2002   | |                |         |                      |
| 3       | 8 ottobre 2002    | |                |         |                      |
| 4       | 15 ottobre 2002   | |                |         |                      |
| 5       | 22 ottobre 2002   | | 5.418.000      | 20,77%  | [ 63 ]               |
| 6       | 29 ottobre 2002   | | 5.223.000      | 20,09%  | [ 64 ]               |
| 7       | 5 novembre 2002   | | 4.814.000      | 17,88%  | [ 65 ]               |
| 8       | 12 novembre 2002  | | 4.875.000      | 18,96%  | [ 66 ]               |
| 9       | 19 novembre 2002  | |                |         |                      |
| 10      | 26 novembre 2002  | | 5.221.000      | 19,22%  | [ 67 ]               |
| 11      | 3 dicembre 2002   | Ornella Vanoni, Eleonora Giorgi, Beppe Severgnini, Alba Parietti, Alberto Bevilacqua, Orazio Petrosillo, Ercole Orlandi, Antonio Ghirelli, Compagnia degli Scugnizzi di Claudio Mattone e Tullio Mattone | 5.342.000      | 19,62%  | [ 68 ] [ 69 ] [ 70 ] |

### Edizione 2010
- 20 settembre 2010: Lelio Luttazzi, Virginia Agnelli, Renato Pozzetto ascolti:1.587.000 share 6,03%
- 27 settembre 2010: Giorgio Almirante, affondamento dell'Andrea Doria, Vittorio Sgarbi ascolti:1.976.000 share 7,36%
- 4 ottobre 2010: Gianfranco Funari, Nino Benvenuti, Gina Lollobrigida ascolti:1.671.000 share 6,27%
- 11 ottobre 2010: Benito Mussolini e le donne, Ornella Vanoni, Peppino De Filippo ascolti:1.834.000 share 6,94%
- 18 ottobre 2010: Giorgio Gaber, le straniere in Italia (Barbara Bouchet e Amii Stewart), Vincenzo Muccioli ascolti:1.984.000 share 7,18%
- 25 ottobre 2010: Luciano Pavarotti, Francesco Cossiga, Fabrizio Frizzi ascolti:1.711.000 share 6,05%
- 1º novembre 2010: Gino Bramieri, Teo Teocoli ascolti:1.975.000 share 7,29%